# Orlinskaje (sjö i Belarus)
Ozero Orlinskoje (ryska: Озеро Орлинское) är en sjö i Belarus.   Den ligger i voblasten Mahiljoŭs voblast, i den centrala delen av landet, 120 km sydost om huvudstaden Minsk. Ozero Orlinskoje ligger 144 meter över havet.
I omgivningarna runt Ozero Orlinskoje växer i huvudsak blandskog. Runt Ozero Orlinskoje är det ganska tätbefolkat, med 124 invånare per kvadratkilometer.